# Zsolt Pölöskei
Zsolt Pölöskei (* 19. února 1991, Budapešť) je maďarský fotbalový záložník hrající za klub MTK Budapešť.

## Klubová kariéra
S fotbalem začínal v MTK Budapešť, léta 2008–2010 strávil na hostování v rezervním týmu anglického klubu Liverpool FC. Původně mělo být na rok, ale hráč si přivodil dlouhodobé zranění kolene a Liverpool si jej vypůjčil ještě na jeden rok. Poté se vrátil do MTK Budapešť, kde se po krátké době v rezervním týmu zařadil do A-mužstva.